# 길거리 음식

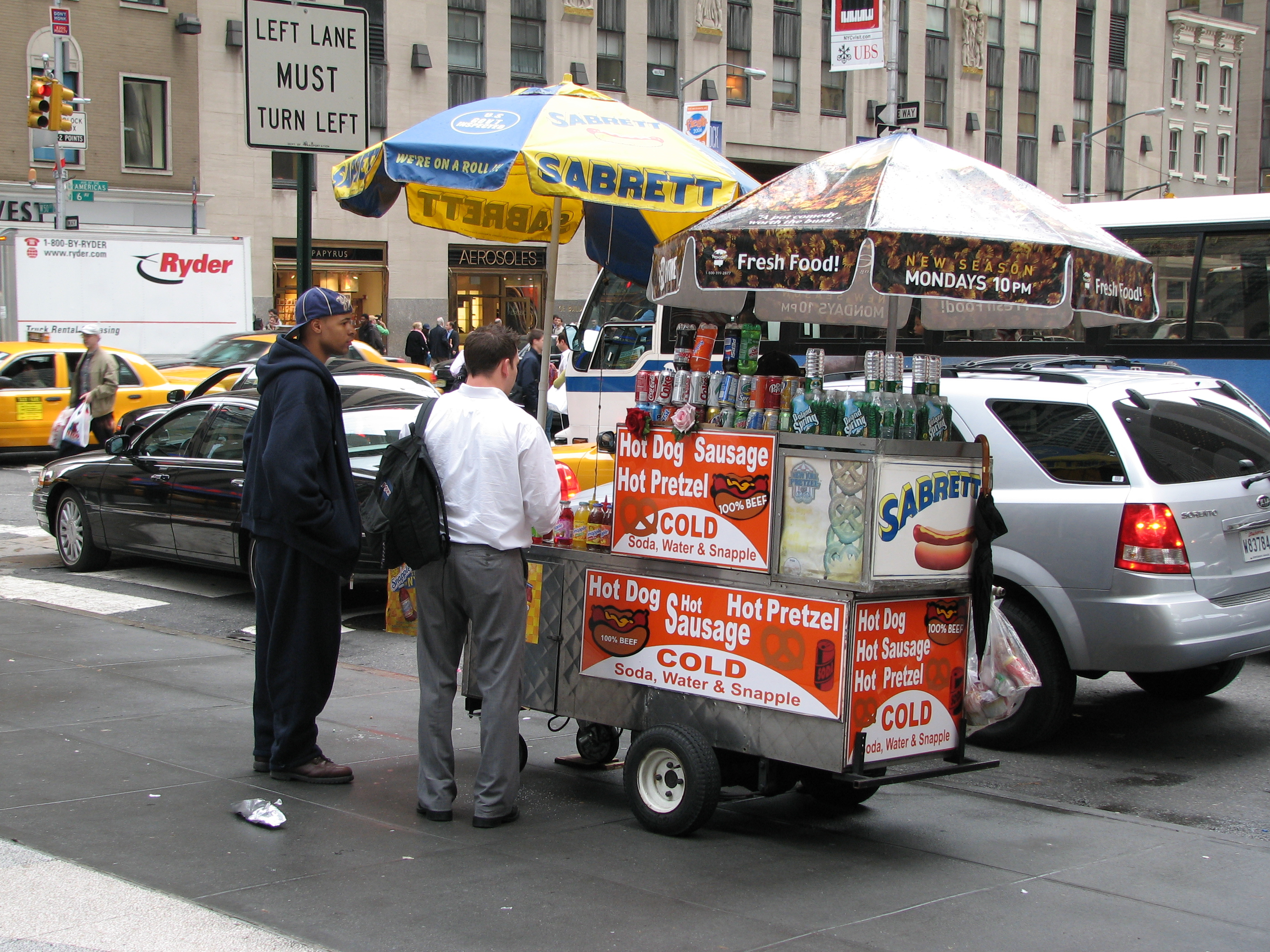
뉴욕의 길거리 음식

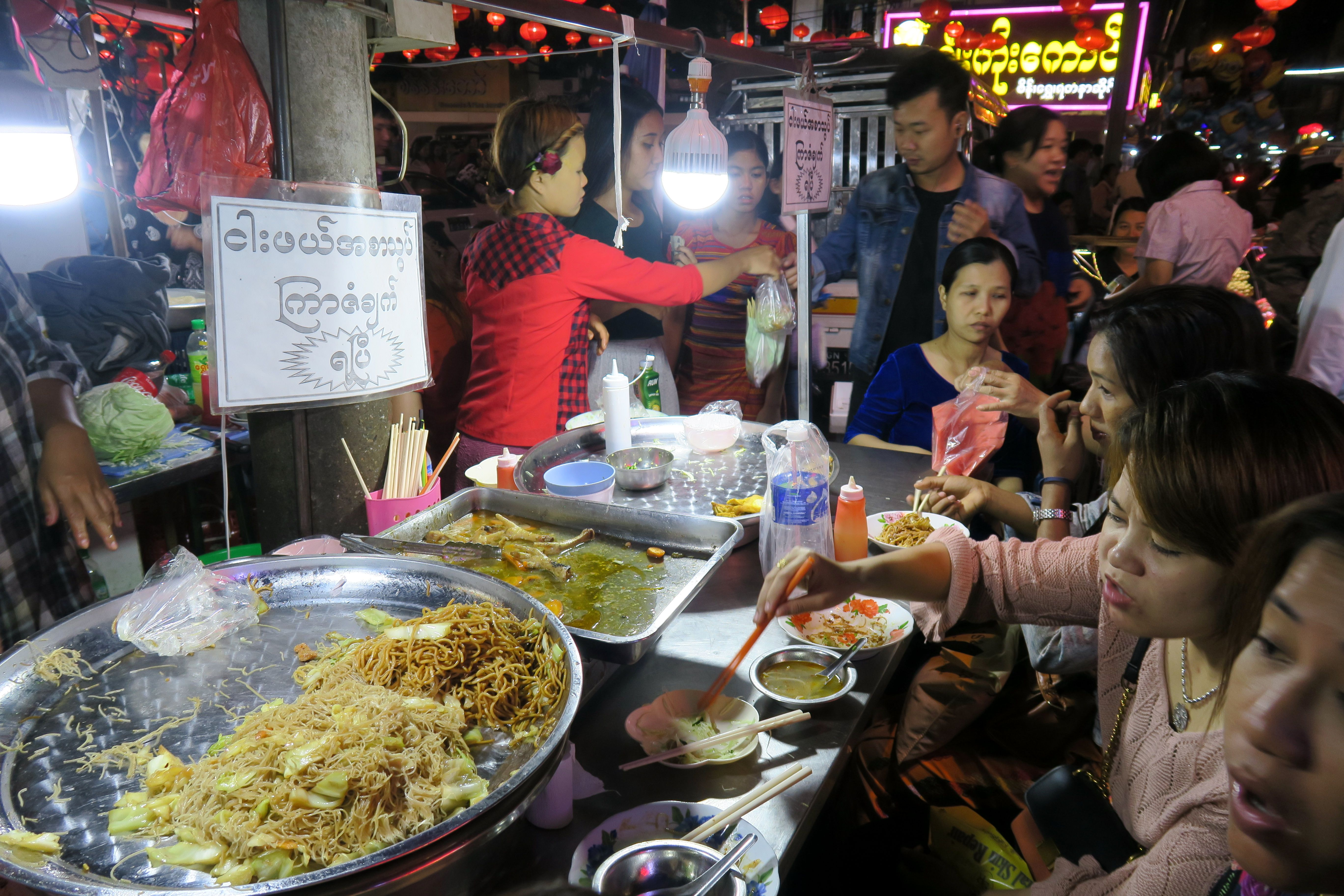
미얀마 양곤의 중화가에 있는 길거리 음식

길거리 음식은 노점상이나 상인이 거리나 시장, 박람회, 공원 등 공공장소에서 판매하는 음식이다. 종종 휴대용 음식 노점, 푸드 카트, 또는 푸드트럭에서 판매되며 즉석에서 섭취하기 위한 것이다. 일부 길거리 음식은 지역 특색을 띠지만, 많은 음식들이 원산지를 넘어 확산되었다. 대부분의 길거리 음식은 핑거 푸드와 패스트 푸드로 분류되며, 일반적으로 레스토랑 음식보다 저렴하다. 길거리 음식의 종류는 전 세계 여러 나라의 지역과 문화에 따라 달라진다. 유엔식량농업기구의 2007년 연구에 따르면, 매일 25억 명이 길거리 음식을 먹는다. 일부 문화권에서는 길거리에서 음식을 먹는 것을 무례하다고 생각하지만, 중산층에서 고소득층 소비자 대부분은 특히 개발도상국에서 일상적인 영양 섭취와 일자리 기회를 위해 길거리 음식의 빠른 접근성과 저렴함에 의존한다.
오늘날 정부와 다른 조직들은 길거리 음식의 사회경제적 중요성과 그와 관련된 위험에 대해 점점 더 우려하고 있다. 이러한 위험에는 식품 안전, 위생 시설 문제, 공공 또는 사유지의 불법 사용, 사회 문제, 교통 체증 등이 포함된다.

## 역사

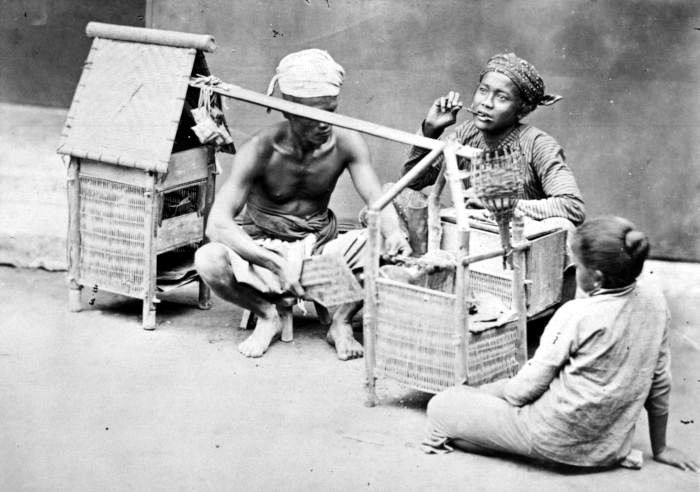
자와섬의 사테 노점상, 네덜란드령 동인도, c. 1870, 피쿨란 또는 막대를 이용한 운반 바구니 사용

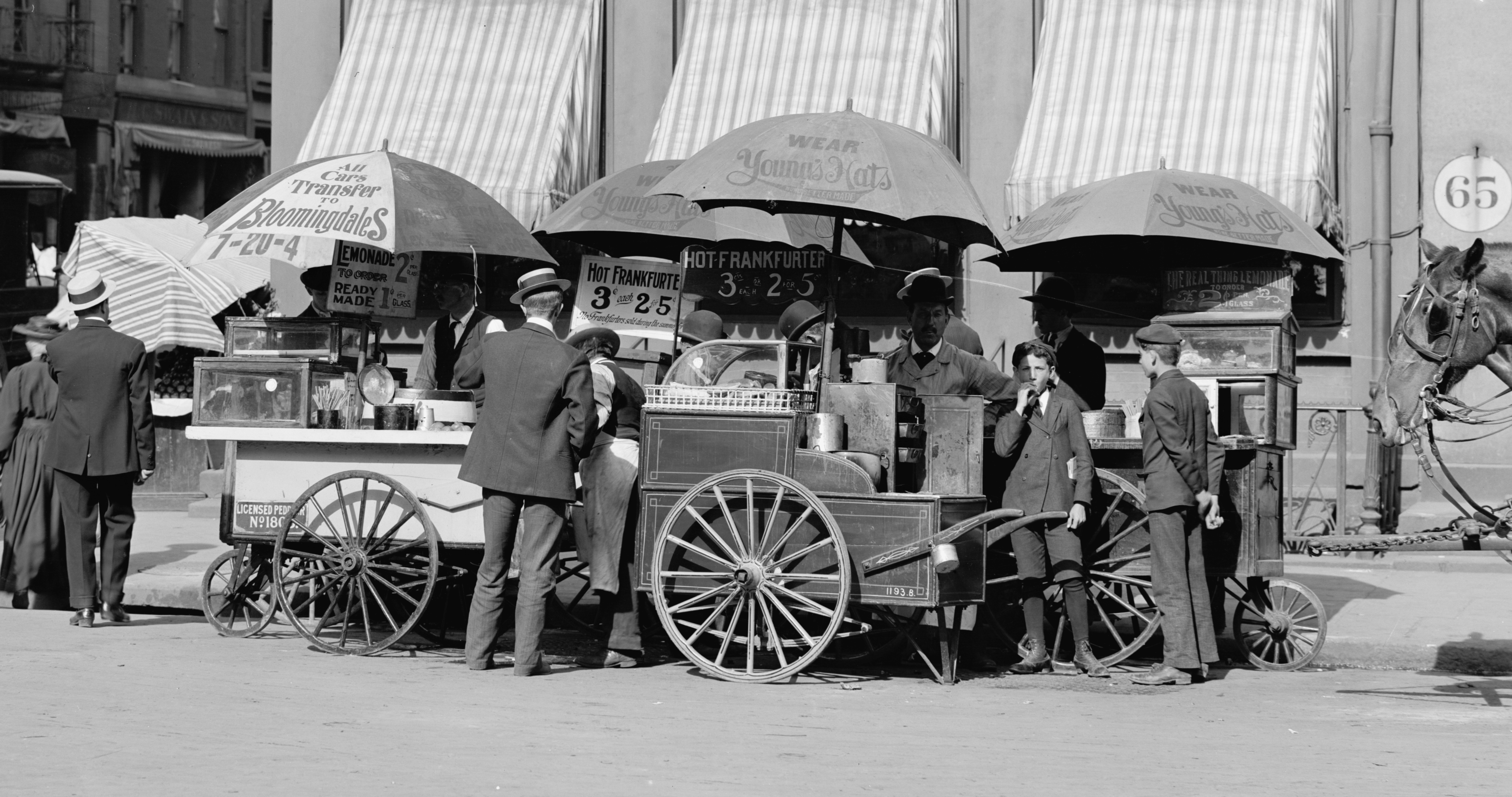
뉴욕에 c. 1906년 내내 존재했던 길거리 음식 노점상들은 도시의 급속한 성장을 돕는 데 기여한 것으로 평가된다.

### 유럽
고대 그리스에서는 작은 튀긴 생선이 길거리 음식이었다. 그러나 그리스 철학자 테오프라스토스는 길거리 음식 문화를 낮게 평가했다. 폼페이 발굴 과정에서 수많은 길거리 음식 노점상들의 흔적이 발견되었다. 길거리 음식은 오븐이나 화덕이 없던 고대 로마의 가난한 도시 거주자들이 많이 먹었다. 병아리콩 수프와 빵, 곡물 반죽이 일반적인 식사였다.
14세기 후반 피렌체 출신 여행자가 카이로에서 사람들이 생가죽으로 만든 피크닉 천을 길거리에 깔고 앉아 길거리 상인에게서 산 양고기 케밥, 밥, 튀김을 먹는 것을 보았다고 기록했다. 르네상스 튀르키예에서는 많은 교차로에 닭고기, 양고기 등 꼬치구이로 구운 "향긋한 뜨거운 고기 한 입"을 파는 상인들이 있었다. 1502년, 오스만 튀르키예는 길거리 음식 판매를 법제화하고 표준화한 최초의 국가가 되었다.
19세기에 트란실바니아의 길거리 음식 상인들은 생강 과자, 옥수수를 섞은 크림, 뜨거운 석탄이 들어있는 도자기 그릇 위에 튀긴 베이컨과 다른 고기를 팔았다. 튀긴 감자 조각으로 구성된 감자튀김은 아마도 1840년대 파리의 길거리 음식에서 유래했을 것이다. 빅토리아 시대 런던의 길거리 음식에는 양, 완두 수프, 버터에 절인 완두콩, 고둥, 왕새우 및 젤리 장어가 포함되었다.

### 아메리카 대륙
아즈텍 시장에는 "옥수수 반죽으로 만든 죽"인 아톨리, 거의 50가지 종류의 타말 (재료는 칠면조 고기, 토끼, 고퍼, 개구리, 생선부터 과일, 계란, 옥수수 꽃까지 다양), 그리고 곤충과 스튜를 파는 상인들이 있었다. 스페인 식민지화는 밀, 사탕수수, 가축과 같은 유럽 음식 재료를 페루에 들여왔지만, 대부분의 평민들은 주로 전통적인 식단을 계속 먹었다. 수입품은 식단의 가장자리에만 받아들여졌는데, 예를 들어 길거리 상인들이 파는 구운 소심장 같은 것이었다. "흑인 상고 상인" 에라스모와 나 아가르디테와 같은 리마의 19세기 길거리 상인들은 오늘날에도 기억되고 있다.
미국 식민지 시대에는 "길거리 상인들이 굴, 구운 옥수수, 과일, 과자를 모든 계층에게 저렴한 가격으로 팔았다." 특히 굴은 1910년경까지 저렴하고 인기 있는 길거리 음식이었지만, 남획과 오염으로 인해 가격이 상승했다. 뉴욕의 길거리 상인들은 상당한 반대에 부딪혔다. 이전 제한으로 영업 시간이 제한된 후, 1707년에는 뉴욕에서 길거리 음식 상인이 완전히 금지되었다. 18세기와 19세기 아메리카에서 아프리카계 여성들은 길거리 음식 판매로 생계를 유지했는데, 서배너에서는 과일, 케이크, 견과류를, 뉴올리언스에서는 커피, 비스킷, 프랄린, 기타 과자를 팔았다. 크래커 잭은 시카고 세계 박람회의 수많은 길거리 음식 전시 중 하나로 시작되었다.

### 아시아

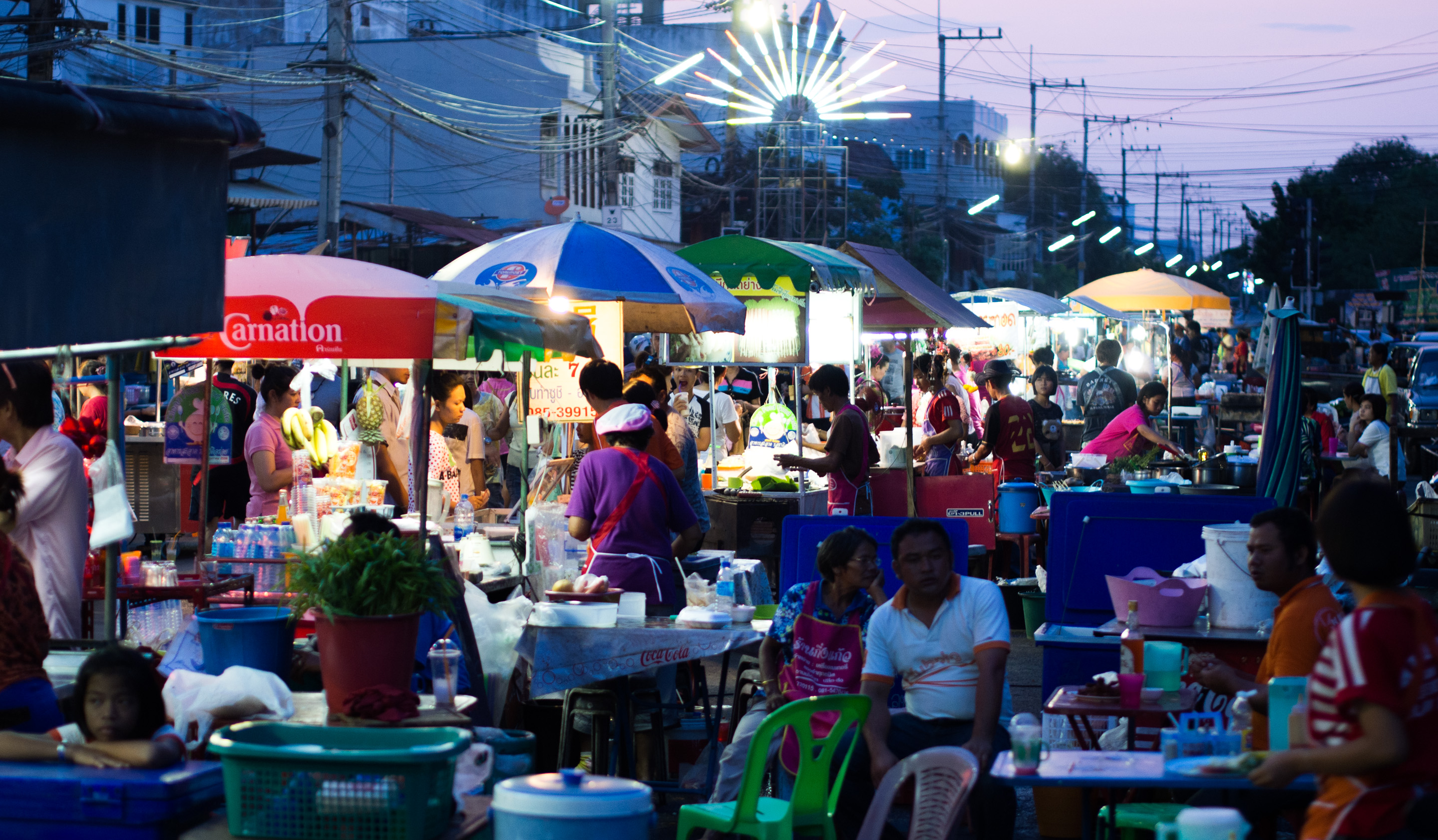
태국 야소톤 로켓 축제 기간 동안 길거리 음식 노점상들로 가득 찬 거리

중국의 길거리 음식 판매는 수천 년 전으로 거슬러 올라가며 당나라 시대에 중국 음식 문화의 필수적인 부분이 되었다. 고대 중국에서 길거리 음식은 주로 가난한 사람들을 위한 것이었지만, 부유한 주민들도 종종 하인을 보내 길거리 음식을 사서 집으로 가져오게 했다. 길거리 음식은 중국 요리에서 여전히 중요한 역할을 하며, 지역 길거리 음식은 국내외 여행객들 사이에서 미식 관광에 대한 강한 관심을 불러일으키고 있다. 중국인 디아스포라로 인해 중국 길거리 음식은 아시아 전역의 다른 요리에 큰 영향을 미쳤으며, 다양한 국가에 길거리 음식 문화의 개념을 도입하기도 했다. 동남아시아의 길거리 음식 문화는 19세기 후반 쿨리 노동자들이 중국에서 유입되면서 확립되었다.
19세기 말 또는 20세기 초 중국 이민자들이 일본으로 가져온 라멘의 전신은 요코하마 중화가에 살던 중국인 노동자와 학생들을 위한 길거리 음식으로 시작되었다. 그러나 라멘은 점차 일본의 "국민 음식"이 되었고, 전국적으로 퍼지면서 지역별 변형도 생겨났다.
길거리 음식은 태국의 중국계 주민에 의해 흔히 판매되었고, 1960년대 초반에 급격한 도시 인구 증가가 길거리 음식 문화를 자극하고 1970년대에는 "집에서 요리하는 것을 대체"하면서 현지 태국인들 사이에서 인기를 얻기 시작했다. 그 결과, 많은 태국 길거리 음식은 중국 요리에서 유래했거나 중국 요리의 영향을 크게 받았다. 태국 도시 주민의 약 76%가 정기적으로 길거리 음식 노점상을 방문한다. 태국 관광 산업의 성장 또한 태국 길거리 음식의 인기에 기여했다. 태국의 길거리 음식 노점상 10만 3천 곳만으로도 2017년에 2,700억 바트의 수익을 창출했다. 고등교육, 과학, 연구혁신부 장관 수윗 매신씨는 2020년부터 태국 길거리 음식 부문이 매년 6~7% 성장할 것으로 예상한다. 여러 연구에 따르면 길거리 음식 노점상이 판매하는 음식의 오염 수준은 레스토랑의 오염 수준과 동일하다. 방콕의 800만 명을 위해 길거리 음식을 제공하는 노점상은 약 2% 또는 16만 명으로 추정된다.

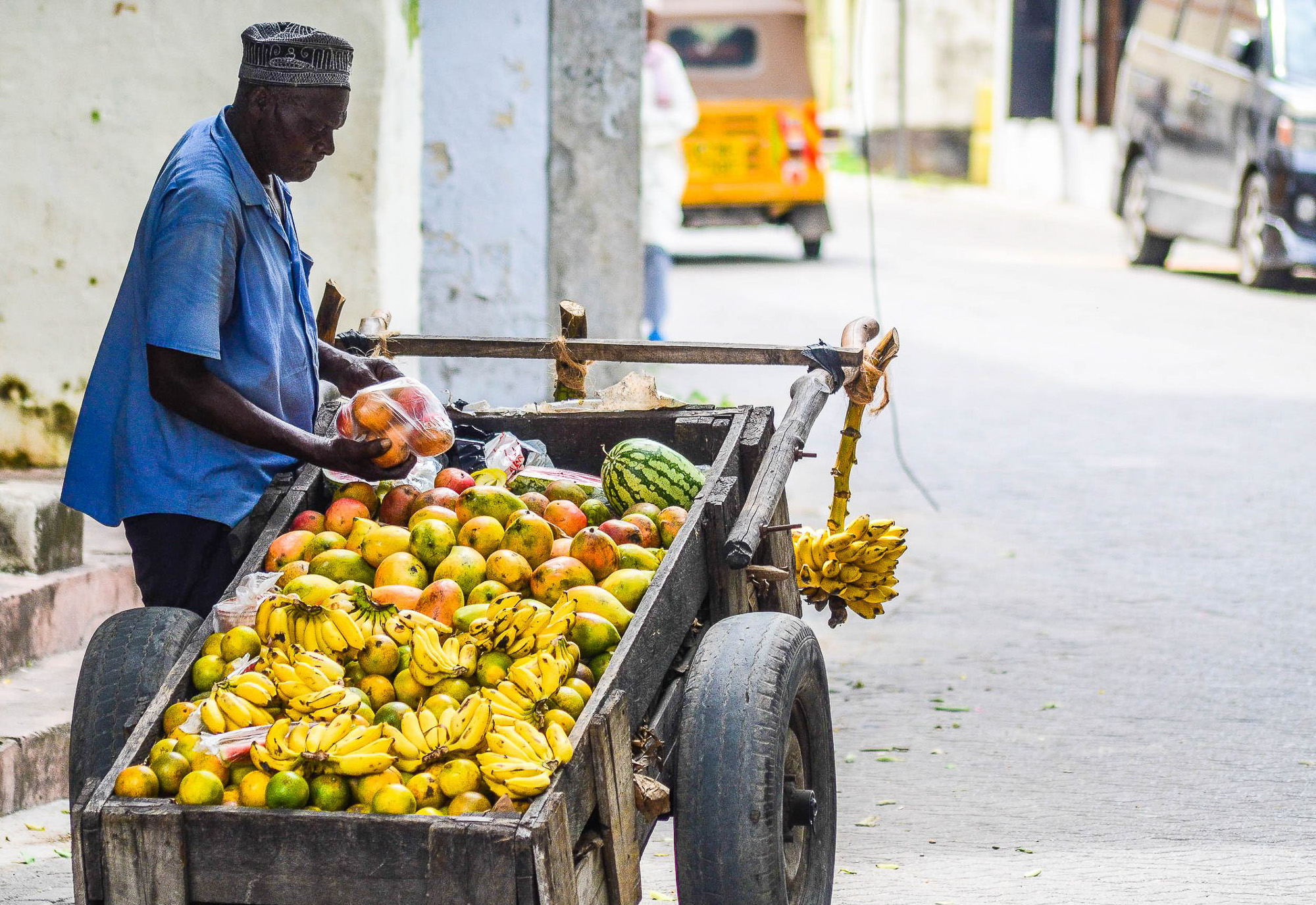
잔지바르의 과일 노점상

아르타샤스트라는 고대 인도의 음식 상인을 언급한다. 한 규정은 "익힌 쌀, 술, 고기를 거래하는 자"는 도시의 남쪽에 살아야 한다고 명시한다. 또 다른 규정은 창고 관리자가 "익힌 쌀과 쌀 케이크를 준비하는 자"에게 겨와 밀가루의 잉여분을 줄 수 있다고 명시하며, 도시 관리자에 관한 규정은 "익힌 고기와 익힌 쌀을 파는 자"를 언급한다.
인도 델리에서는 왕들이 길거리의 케밥 노점상들을 방문하곤 했다고 전해지며, 이 노점상들은 여전히 운영 중이다. 식민지 시대에는 영국 고객들을 염두에 두고 퓨전 길거리 음식이 만들어졌다.
인도네시아, 특히 자와섬에서는 여행하는 음식 및 음료 상인들이 오랜 역사를 가지고 있는데, 9세기부터 새겨진 사원 부조에 묘사되어 있으며, 14세기 비문에도 직업으로 언급되어 있다. 인도네시아에서는 길거리 음식이 카트와 자전거에서 판매된다. 식민지 네덜란드령 동인도 시대  19세기c.에는 사테와 첸돌 길거리 상인을 포함하여 여러 길거리 음식이 개발되고 기록되었다. 현재 인도네시아의 활기찬 길거리 음식 문화 확산은 최근 수십 년간의 대규모 인도네시아의 도시화에 기여했으며, 이는 식품 서비스 부문에서 기회를 열어주었다. 이는 이 나라의 급속히 확장되는 도시 밀집 지역, 특히 자카르타, 반둥, 수라바야에서 일어났다.
싱가포르에는 많은 수의 호커 센터가 있으며, 이는 전통적인 길거리 음식 상업에서 발전하여 2020년 12월 16일 유네스코 무형문화유산 목록에 등재되었다.

## 전 세계

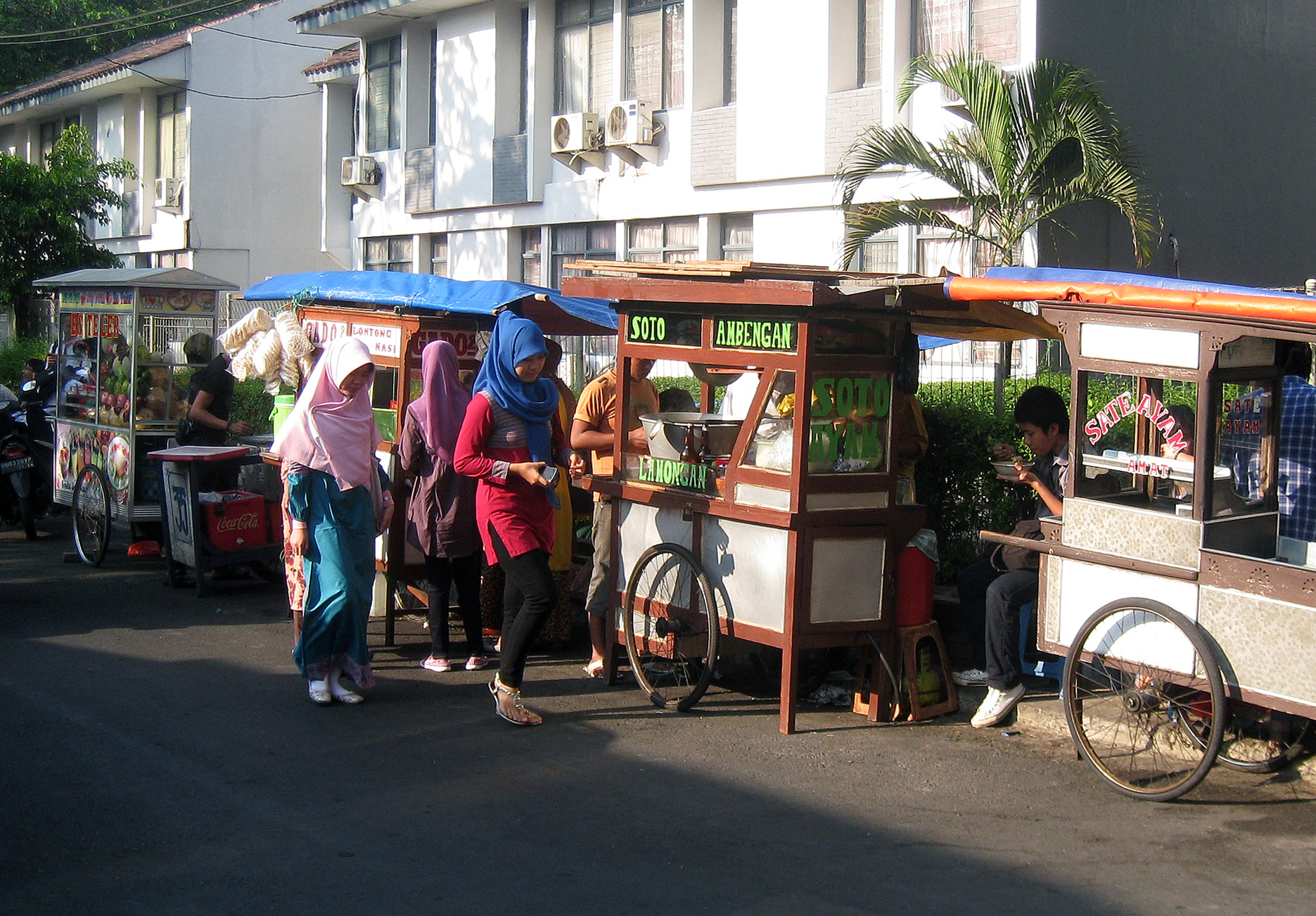
인도네시아 자카르타 거리에서 길거리 음식을 파는 푸드 카트들

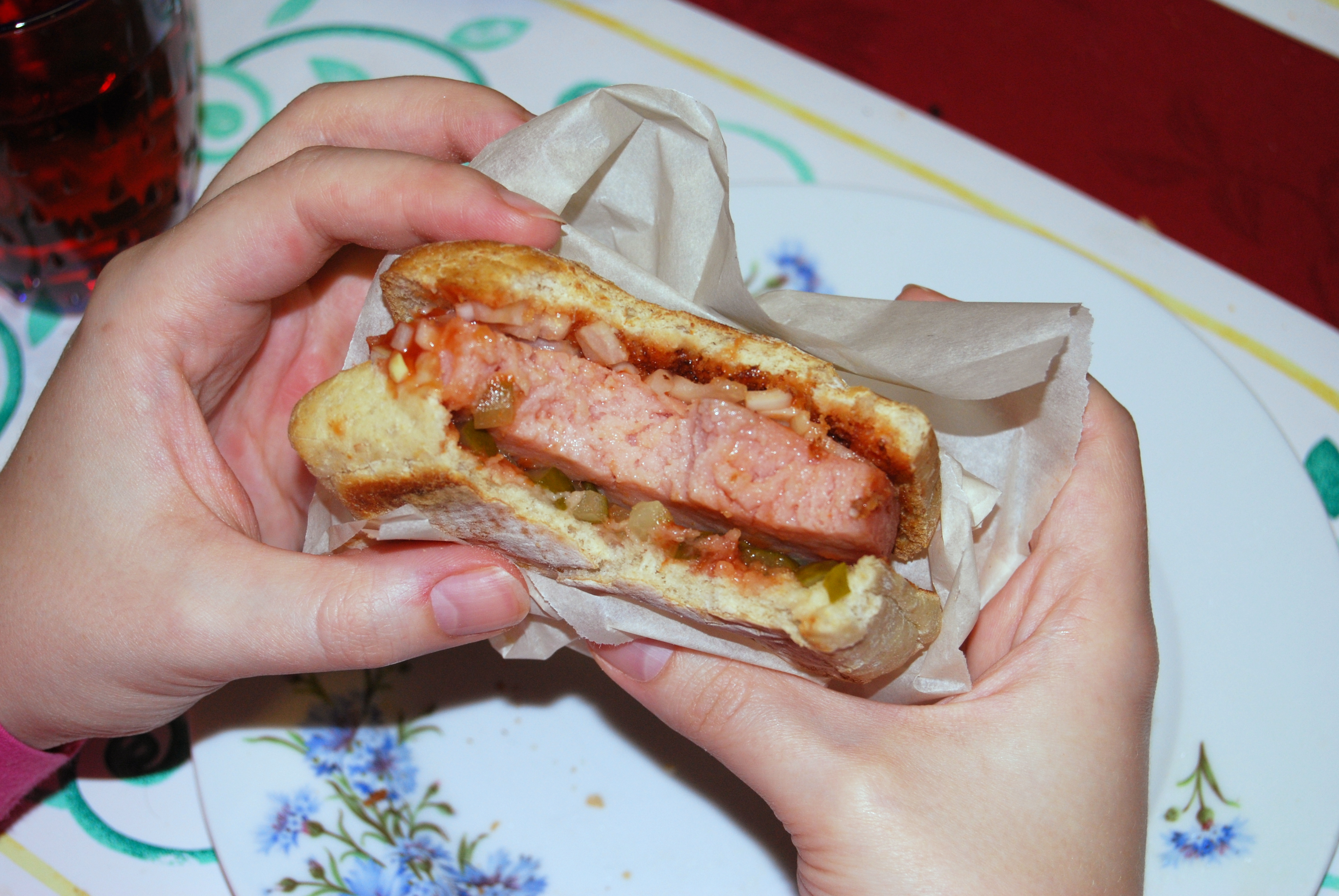
포릴라이넨, 핀란드의 버거와 비슷한 샌드위치

길거리 음식 판매는 전 세계적으로 이루어지며 지역과 문화에 따라 크게 달라진다.
돌링 킨더슬리는 베트남의 길거리 음식을 "이 지역의 많은 요리보다 신선하고 가볍다"고 묘사하며 "허브, 고추, 라임을 많이 사용한다"고 했다. 반면 태국의 길거리 음식은 "매콤하고" "새우 페이스트와 피쉬 소스로 진한 맛이 난다"고 설명했다. 태국 길거리 음식은 다양한 종류의 즉석 요리, 스낵, 과일, 음료를 제공한다. 태국의 수도 방콕은 길거리 음식을 즐기기에 가장 좋은 장소 중 하나로 꼽힌다. 방콕에서 인기 있는 길거리 음식으로는 팟 타이 (볶음 쌀국수), 풋파파야 샐러드, 새콤한 똠 얌 수프, 태국 카레, 카오 니아오 마무앙이 있다.
인도네시아 길거리 음식은 현지 인도네시아, 중국, 네덜란드 영향이 다양하게 혼합되어 있다. 인도네시아 길거리 음식은 종종 강한 맛과 매운 맛이 특징이다. 인도네시아 길거리 음식의 대부분은 튀긴 음식이며, 예를 들어 프리터, 나시 고렝, 아얌 고렝 등이 있다. 박소 (미트볼 수프), 사테 (꼬치 닭고기), 가도가도 (땅콩 소스를 곁들인 야채 샐러드) 또한 인기가 많다.

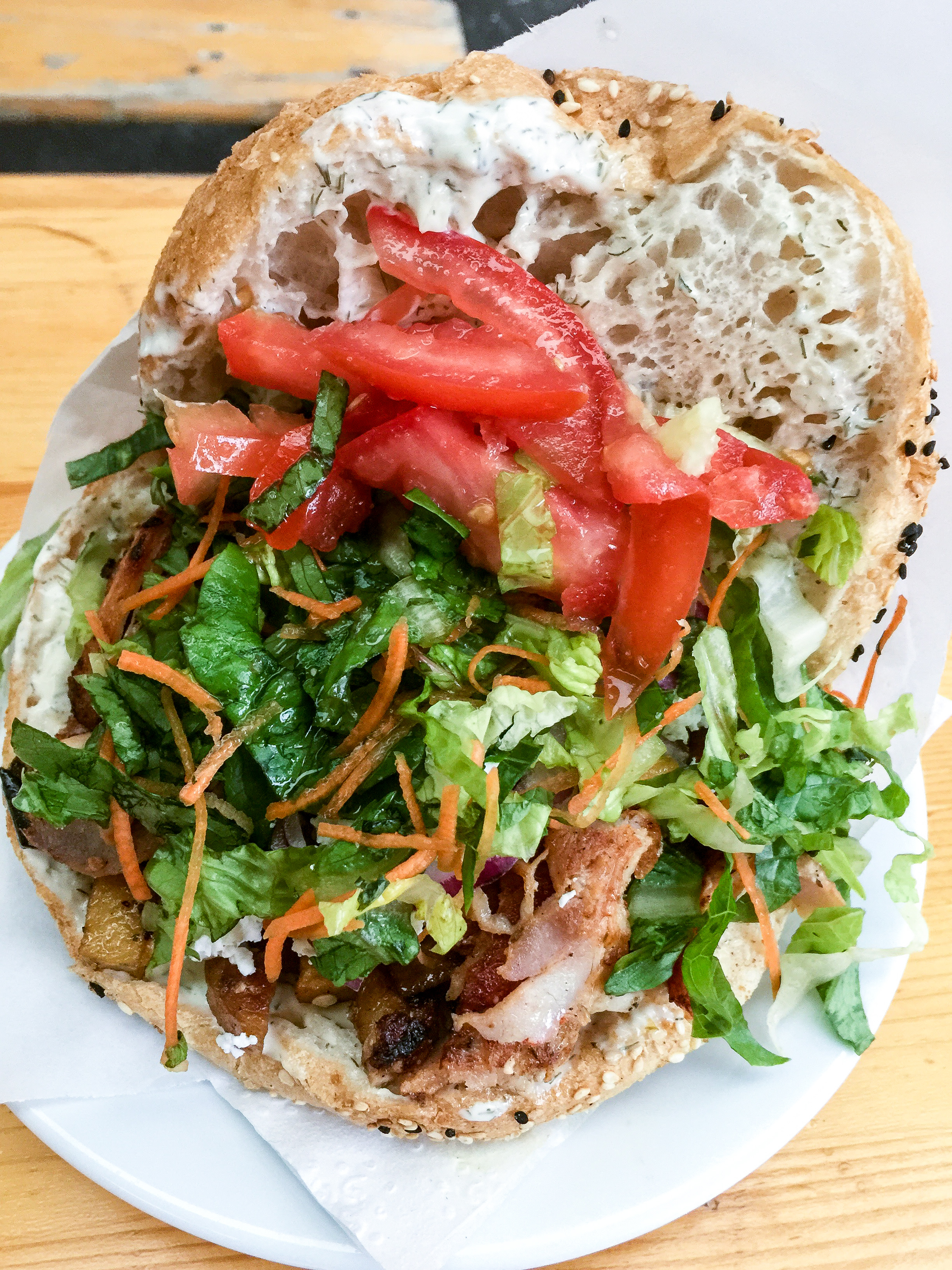
되네르, 원래 튀르키예 요리였으나 독일에서 인기를 얻었다.

인도 길거리 음식은 인도 요리만큼이나 다양하다. 인기 있는 길거리 음식 요리로는 바다 파브, 미살 파브, 촐레 바투레, 파라타스, 벨 푸리, 세브 푸리, 파니 푸리 (카르나타케와 마하라슈트라에서는 푸리, 서벵골에서는 푸치카라고도 불린다), 알루 티키, 케밥스, 탄두리 치킨, 사모사스, 카초리, 이들리, 포헤, 에그 부르지, 파브 바지, 풀라우, 파코라, 라시, 쿨피 및 팔루다가 있다. 인도 힌디어 사용 지역에서는 길거리 음식이 일반적으로 누카드왈라 음식("코너" 음식)으로 알려져 있다. 남인도에서는 미르치 바지, 푸누굴루, 목카존나(석탄에 구운 옥수수)와 같은 음식들이 흔한 길거리 음식이며, 이들리, 도사, 본다와 같은 아침 식사 품목도 있다. 다른 인기 있는 아시아 퓨전 길거리 음식으로는 고비 만추리안, 모모스, 오믈렛 등이 있다. 일부 상인들은 인기 있는 요리의 레시피를 간소화하여 길거리에서 팔지만, 여러 레스토랑은 인도 길거리 음식에서 영감을 얻었다.

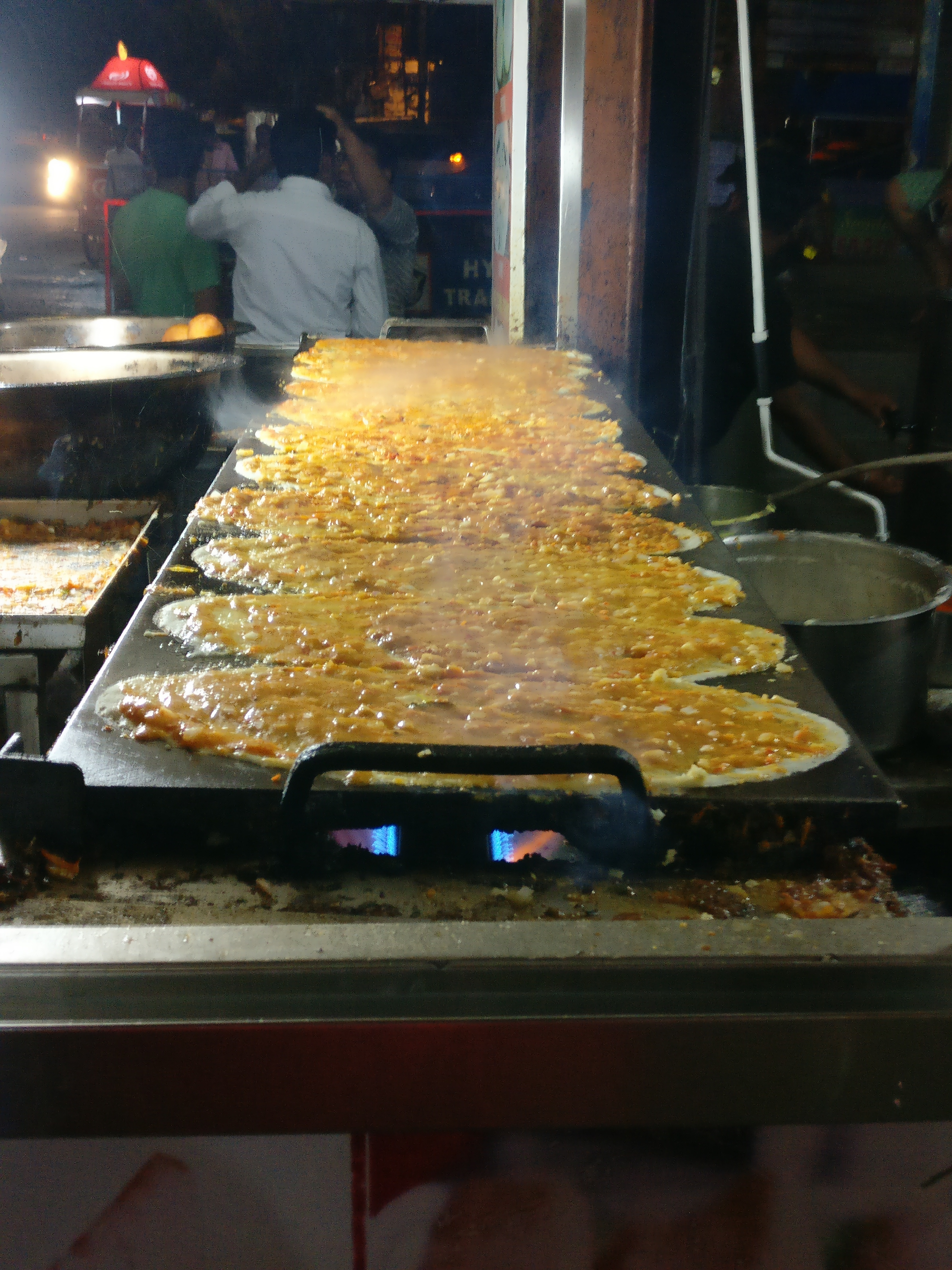
하이데라바드, 인도의 길거리 음식

팔라펠은 중동에서 인기 있는 요리이다. 상인들은 팔레스타인, 이집트, 시리아의 길거리 모퉁이에서 팔라펠을 판매한다. 이집트 길거리에서 흔히 팔리는 또 다른 음식은 풀인데, 이는 오랫동안 끓인 파바 콩 요리이다.
덴마크에서는 소시지 마차에서 행인들이 소시지와 핫도그를 구입할 수 있다.
튀르키예에서는 치킨 샤와르마가 뒤륌이라고 불리는 랩에 싸여 마늘 소스와 신선한 야채와 함께 널리 즐겨진다.
자메이카의 전통 요리는 자메이카 저크 치킨이다. 원래 마리네이드는 스카치 보닛 고추, 올스파이스 베리, 때로는 월계수 나무 목재와 같은 재료를 필요로 한다.

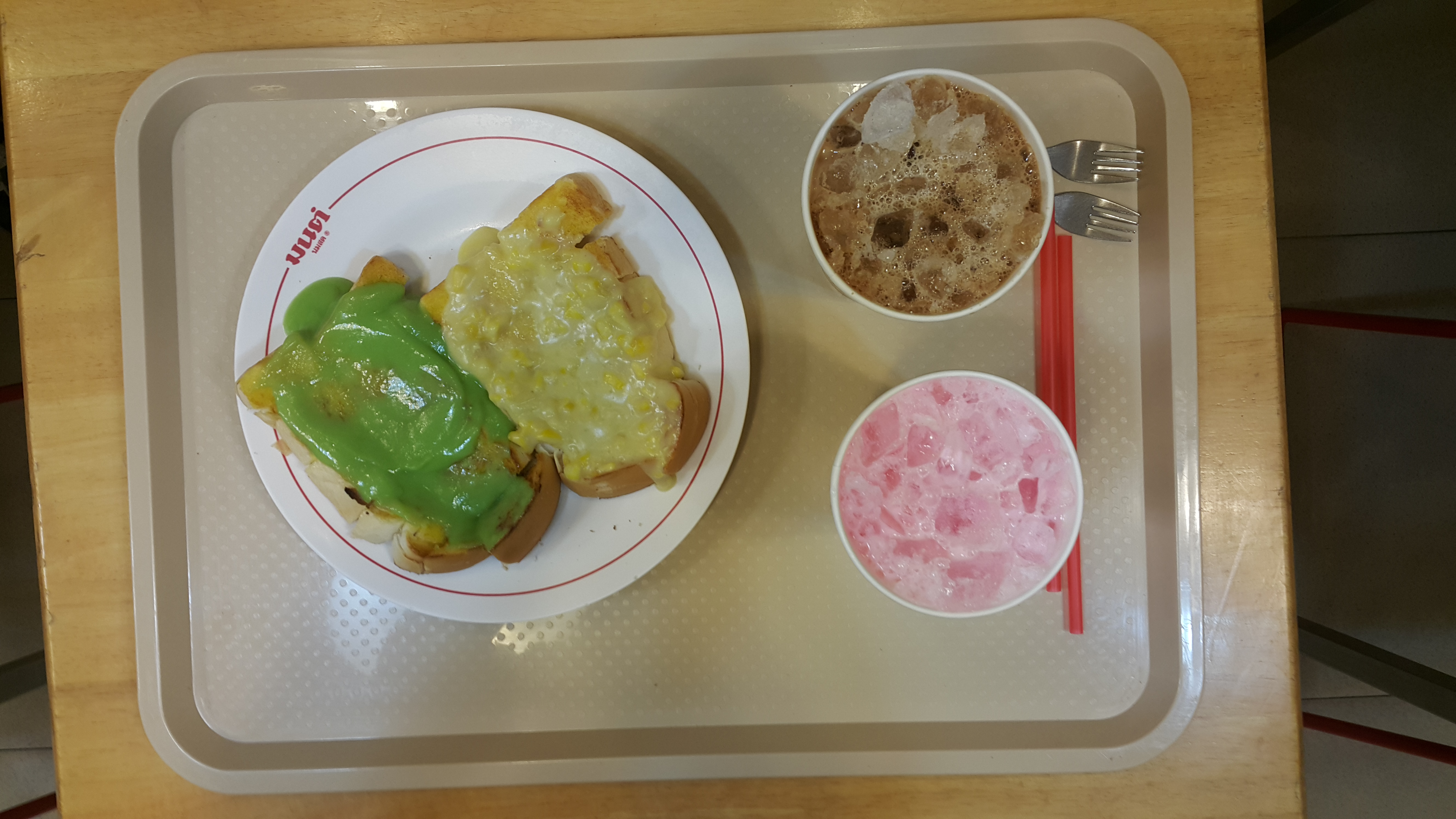
방콕에서 달콤한 우유와 함께 제공되는 잼을 바른 구운 빵

멕시코 길거리 음식은 안토히토스("작은 갈망"으로 번역)로 알려져 있으며, 타코 알 파스토르와 같은 여러 종류의 타코뿐만 아니라 우아라체와 기타 옥수수 기반 음식을 특징으로 한다.
뉴욕의 대표적인 길거리 음식은 핫도그이지만, 뉴욕 길거리 음식은 중동 팔라펠부터 자메이카 저크 치킨, 벨기에 와플까지 모든 것을 포함한다.
하와이에서는 현지 길거리 음식 전통인 "플레이트 런치"(밥, 마카로니 샐러드, 고기 한 접시)가 플랜테이션 노동자로 하와이에 온 일본인들의 벤또에서 영감을 받았다.

### 대한민국
해방 이후 길거리에서 빈대떡, 김밥, 떡, 생수, 소주, 청주, 감주 등을 팔았으며, 빈대떡이 당시 가장 흔한 길거리 음식이었다. 1948년 청계천 주변에서는 시루떡, 곰탕, 설렁탕도 볼 수 있었다.

## 문화적 및 경제적 측면

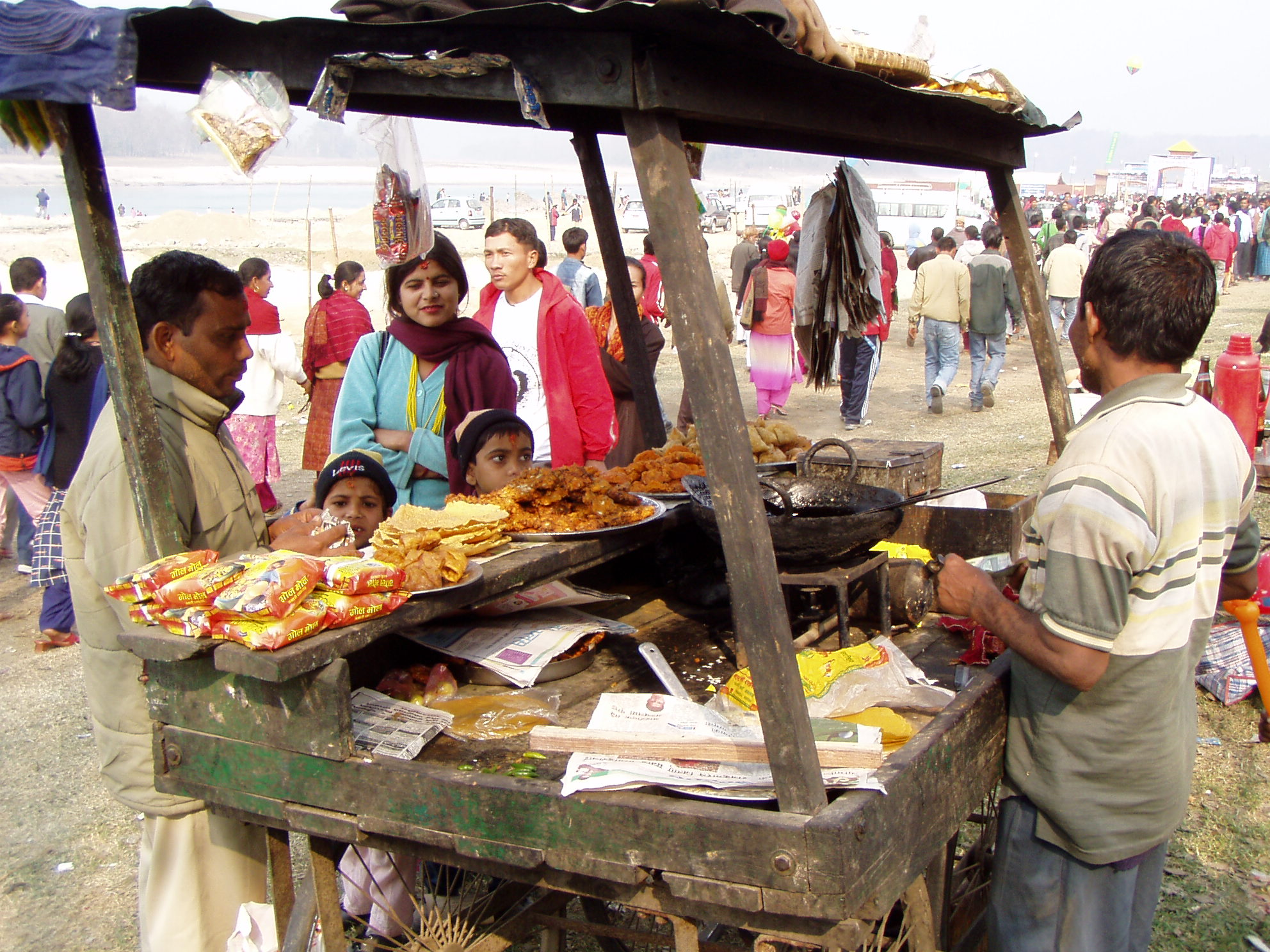
네팔의 길거리 음식 노점상

문화, 사회 계층, 역사의 차이로 인해 가족 길거리 음식 판매 기업이 전통적으로 형성되고 운영되는 방식은 전 세계 지역에 따라 달라진다. 종종 길거리 음식 시장에서 여성의 성공은 성 평등 추세에 따라 달라진다. 이는 방글라데시에서 여성 노점상이 거의 없다는 점에서 입증된다. 그러나 나이지리아와 태국에서는 여성이 길거리 음식 무역을 지배한다.
도린 페르난데스는 필리핀의 길거리 음식 현상에 대한 필리핀 문화적 태도가 영향을 미친다고 말한다. 이는 길거리에서 음식을 먹는 것이 일반적으로 전용 식당이 없는 집에서 먹는 것과 충돌하지 않기 때문이다.
길거리 음식 시장에 영향을 미치는 다른 문화 현상으로는 길거리에서 걸으며 식사하는 것의 문화적 의미가 있다. 일부 문화권에서는 이를 무례하다고 여긴다. 예를 들어 일본 또는 스와힐리 문화가 그러하다. 성인에게는 허용되지 않지만, 어린이에게는 문화적으로 허용된다. 인도에서 헨리케 도너는 "특히 여성이 밖에서 먹을 수 있는 음식"과 집에서 준비하고 먹는 음식 사이에 "뚜렷한 구별"이 있다고 썼다. 일부 비인도 음식은 너무 "이상하거나" 비채식 조리법과 너무 밀접하게 연관되어 집에서 만들 수 없었다.
탄자니아의 다르에스살람 지역에서 길거리 음식 노점상들은 가족을 넘어 경제적 이득을 창출한다. 길거리 음식 노점상들이 지역의 신선한 식품을 구매하기 때문에 해당 지역의 도시 텃밭과 소규모 농장이 확장되었다. 미국에서는 길거리 음식 노점상들이 뉴욕시의 상인과 노동자들에게 식사를 제공함으로써 뉴욕시의 급속한 성장을 지원했다고 평가된다. 미국의 길거리 음식 사업자들은 길거리에서 판매하는 것에서 자신만의 상점으로 이동하려는 상승 이동의 목표를 가지고 있었다. 그러나 멕시코에서는 길거리 상인의 증가가 농촌 지역에서 도시 지역으로 이주한 비숙련 노동자들이 유일하게 찾을 수 있는 고용 기회가 음식 판매라는 경제 상황 악화의 신호로 여겨지고 있다.
2002년, 코카콜라는 회사의 확장 노력이 자사 제품을 판매하기 위해 이동식 길거리 상인을 훈련시키고 장비를 제공하는 것을 포함했던 중국, 인도, 나이지리아가 가장 빠르게 성장하는 시장 중 일부였다고 보고했다.
자유지상주의 성향의 리즌 잡지는 미국 도시에서 푸드트럭이 기존 식당과의 경쟁을 막기 위한 규제를 받고 있다고 말한다. 예를 들어, 시카고에서는 푸드트럭이 "...기존 식당에서 200피트 이내에서 음식을 판매하는 것을 금지하며, 따라서 시내 전역에서 영업하는 것을 금지"하는 규제가 있는데, 비평가들은 이를 푸드트럭 운영자에게 "반경쟁적"인 규칙이라고 불렀다.
1984년부터 샌프란시스코의 폴솜 스트리트 페어는 가장 다양한 길거리 음식 박람회 중 하나가 되었다. 많은 가죽 제품과 다양한 의상을 입고 벗은 사람들이 있는 이 행사에는 다양한 길거리 음식을 제공하는 야외 푸드코트가 마련된다. 10달러 이상을 기부하면 방문객들은 박람회에서 구입하는 각 음료에 대해 2달러 할인을 받는다. 2018년, 거리 사진작가 마이클 라바비는 그의 책 <폴솜 스트리트 푸드 코트>에 이를 기록했다.
넷플릭스는 또한 TV 시리즈 길거리 음식을 통해 전 세계 길거리 음식을 소개했으며, 첫 번째 시즌은 아시아에, 두 번째 시즌은 라틴 아메리카에 초점을 맞추었다.

## 비건 및 식물 기반 길거리 음식
식물 기반 식단의 증가와 식품 안전에 대한 우려가 커지면서 일부 도시에서는 대체 재료의 적절한 취급을 보장하기 위해 비건 길거리 음식 판매자에게 특정 규제를 도입했다. 연구에 따르면 식물 기반 길거리 음식은 생고기로 인한 오염 위험을 줄이지만, 두부, 식물 기반 유제품, 신선한 채소와 같은 부패하기 쉬운 재료를 부적절하게 보관하면 여전히 건강 위험을 초래할 수 있다. 일부 정부는 길거리 판매자를 대상으로 식물 기반 식품 안전 관행, 냉장 보관 요건, 알레르기 교차 오염에 대한 교육 프로그램을 시행하고 있다.

## 건강 및 안전
일찍이 14세기부터 정부 관리들이 길거리 음식 상인의 활동을 감독했다. 세계화와 관광의 속도가 빨라지면서 길거리 음식의 안전은 공중보건의 주요 관심사 중 하나가 되었고, 정부와 과학자들이 대중의 인식을 높이는 데 집중하고 있다. 그러나 길거리 음식 판매점의 오염에 대한 우려에도 불구하고, 그러한 발생률은 낮으며, 연구에 따르면 식당과 비슷한 수준이다.
싱가포르에서는 "호커"로 알려진 길거리 음식 노점상들 중 절반 이상이 무허가였으며 "주로 거리에서 없어져야 할 성가신 존재"로 여겨졌다. 호커 센터들은 음식 문화를 보존하면서 노점상들을 거리에서 없애기 위해 1971년에서 1986년 사이에 113개가 건설되었다.
2002년 세계보건기구가 가나의 길거리 음식 511개를 표본 조사한 결과, 대부분이 허용 범위 내의 미생물 수를 보였다. 그리고 콜카타의 길거리 음식 15개를 다른 방식으로 표본 조사한 결과, "영양학적으로 균형이 잘 잡혀 있었고", 비용 1 루피당 약 200 Cal의 에너지를 제공했다.
영국에서는 영국 식품기준청이 2000년부터 길거리 음식 부문의 판매자, 상인, 소매업자를 위한 식품 안전에 대한 포괄적인 지침을 제공하고 있다. 길거리 음식의 안전을 강화하는 다른 효과적인 방법으로는 미스터리 쇼핑 프로그램, 교육, 판매자 대상 보상 프로그램, 규제 관리 및 회원 관리 프로그램, 기술 테스트 프로그램 등이 있다.
인도 정부는 길거리 음식 상인의 기본권을 인정하고 합리적인 제한을 부과했다. 그리고 2006년, 인도 의회는 식품 품질을 감독하기 위해 식품 안전 및 표준법을 제정했다.
위험 요소에 대한 지식에도 불구하고, 소비자 건강에 대한 실제적인 피해는 아직 완전히 입증되고 이해되지 않았다. 사례 추적의 어려움과 질병 보고 시스템의 부족으로 인해 길거리 음식 섭취와 식인성 질병 간의 실제적인 연관성을 증명하는 후속 연구는 여전히 매우 적다. 소비자 및 그들의 식습관, 행동, 인식에는 거의 주의가 기울여지지 않았다. 사회적, 지리적 기원이 오염 여부에 관계없이 음식에 대한 소비자의 생리학적 적응 및 반응을 크게 결정한다는 사실은 문헌에서 간과되고 있다.
1990년대 후반부터 유엔 및 기타 기관들은 길거리 상인들이 인구에게 강화 식품을 공급하는 데 저평가된 방법이었다는 것을 인식하기 시작했으며, 2007년 유엔식량농업기구는 특정 문화에서 흔히 소비되는 길거리 음식에 영양분과 보충제를 추가하는 방법을 고려할 것을 권고했다.

## 목록
- 국화빵
- 과일 꼬치
- 계란빵
- 달고나
- 닭강정
- 닭꼬치
- 델리만쥬
- 떡갈비
- 떡꼬치
- 떡볶이
- 만두
- 문어빵(다코야키)
- 붕어빵
- 소시지
- 솜사탕
- 순대
- 어묵
- 와플
- 초콜릿 바나나
- 츄러스
- 케밥
- 토스트
- 튀김
- 풀빵
- 핫도그
- 호떡
- 호두과자
- 소떡소떡
- 회오리감자
- 탕후루

## 같이 보기
- 케이터링
- 푸드트럭
- 야타이
- 아이스크림 밴